# Миколай (Соловей)
Микола Григорович Соловей (4 грудня 1877, Кобеляцький повіт, Полтавська губернія — 7 червня 1953, Монтевідео, Уругвай ) — авантюрист , «архієпископ всієї Південної Америки», а в останні роки життя — ієрарх Української православної церкви в діаспорі.

## Біографія
Інформації про минуле Миколая Солов'я небагато. 
За даними протоієрея Валерія Лаврінова Микола Соловей народився у православній родині козачого походження. Його батько служив провізором, а мати була домогосподаркою.
Микола закінчив медичний факультет одного з імператорських університетів зі ступенем провізора.
Уже після революції був статським радником. У той час побутували чутки, що прізвище його насправді не Соловей, а Соловейчик. У минулому він був аптекарем, потім червоним комісаром, орієнтованим на «церковну роботу»  .

### Діяльність у Москві
Приєднавшись  до обновленського розколу, який почався у травні 1922 року, 1 червня 1922 архієпископом Антоніном (Грановським) був висвячений в сан диякона, а на наступний день — в сан священника .
В ході розколу в «Живій церкві» приєднався до СОДАЦ .
25 вересня 1922 року Миколай Соловей овдовів. Згодом прийняв чернецтво. У листопаді того ж року був уведений в сан ігумена, а потім архімандрита .
17 грудня 1922 року в храмі Гребневської Божої Матері на Луб'янці в Москві  хіротонізований на єпископа Кашинського, вікарія Тверської обновленської єпархії. Хіротонію здійснили єпископи Макарій (Павлов) і Олександр (Мігулін) . 
Протодиякон Миколи Орфёнов згадує: «Запросили мене служити на престольне свято на Семенівське кладовище в Москві. Зустрічаю з сонмом духовенства архієрея. Це був єпископ Микола Соловей. 
У квітні-травні 1923 року Соловей був учасником «Другого Всеросійського Помісного Собору» (першого обновленського).
6 серпня 1923 року звернувся до Наркомату юстиції РСФСР з клопотанням про надання обновленському духовенству особливих пільг, але отримав відмову.
У вересні 1923 року призначений єпископом Верейським, вікарієм Московської обновленської єпархії .
Антоніну (Грановська), який організував Союз церковного відродження, треба було висвятити ще одного єпископа, але за канонами єпископську хіротонію можуть зробити мінімум два єпископи. Почалися пошуки другого архієрея. Єдиним архієреєм, який погодився брати участь в хіротонії, виявився Микола Соловей. Антонін ще в початку 1923 роки не визнавав його єпископом і навіть вигнав його одного разу з вівтаря. Микола Соловей під час літургії несподівано захворів. У листопаді 1923 року Московське єпархіальне управління звертало увагу на «несприятливі чутки», що поширюються  Москвою. У зв'язку з цим Московське єпархіальне управління 6 листопада 1923 року звільнило Солов'я від управління Верейським вікаріатством з забороною у священнослужінні. У січні 1924 року введений у сан архієпископа.
Був завербований ОГПУ для роботи за кордоном. 29 квітня 1924 року Всеросійським Синодом призначений архієпископом Сан-Франциським і Каліфорнійським. У травні 1924 року, за рекомендацією митрополита Євдокима, єпископа Миколая (Солов'я) було вирішено послати в Південну Америку. 

### Діяльність в Європі
У Ризі по виїзді з радянської Росії Микола Соловей звернувся в посольство США з проханням про надання йому візи. Однак посольство не було схильне допустити його в'їзд в США. Тоді Микола Соловей підняв гучну кампанію в газетах по викриттю утисків Церкви в Радянському Союзі, а також розкриття «справжнього обличчя» ієрархії. Віза в Сполучені Штати так і не була йому видана, не виявив до нього довіри і архієпископ Іоанн (Поммер).
Влітку 1924 року в Москву прийшли з ГПУ відомості про «чорносотенні виступи» Миколи Солов'я.  
Зазнавши невдачі в Ризі, Микола Соловей відправився в Берлін, відвідав Париж, де мав зустріч з обновленським протоієреєм Миколою Соколовським. Потім поїхав в Монтевідео, в Уругвай, куди прибув 5 вересня 1924 року.

### У Південній Америці
Живучи в Монтевідео, Миколай Соловей зробив спробу увійти в юрисдикцію Карловацького Синоду, але й тут зазнав невдачі.
Тоді Микола Соловей відкрив в Монтевідео свій власний «Священний Синод Російської Греко-Кафоличної Православної Церкви», повідомивши Карловацький Синод, що робить це за згодою 48 єпископів-тихоновців.  
Згідно зі списком 5 квітня 1925 року, в Північноамериканській єпархії перебувало 5 архієреїв- «обновленців»:   єпископ Філадельфійський Адам (Пилипівський) та єпископ Бруклінський Євтимій (Офейш) .
У латвійській пресі знову ім'я Миколи Солов'я спливає в 1933 році, коли ліва латиська газета «Socialdemokrats», процитувавши його лист, звинуватила архієпископа Іоанна в привласненні церковного майна Північноамериканського митрополита Платона (Рождественського) вартістю в 30 мільйонів доларів. Ці відомості не були істинними.   
Згідно з книгою «Російська еміграція в Північній і Південній Америці»: «Єпископ Микола Соловей, що з'явився в Аргентині, почав пропагувати" Живоцерковну Церкву" з метою зайняти кафедру в Канаді. Як би там не було, за весь час перебування в Південній Америці не зміг організувати жодної громади .  Він здійснював богослужіння в домашній церкві, єдиній, що  перебувала в його веденні.
Згодом Микола Соловей робив спроби перейти до складу Католицької Церкви. 27 січня 1929 року католицький єпископ Мішель д'Ербіньі в своєму листі в Росії до єпископа Пія Неві повідомляв, що Соловей «кілька разів за останні два роки висловлював бажання поїхати в Рим, щоб, як каже він сам, показати якісь папери Патріарха Тихона і сповідати католицьку віру. Але оскільки він виїхав з СРСР за паспортом, отриманим стараннями обновленцев, це вселяє побоювання. Зараз він працює в Монтевідео ...».
18 лютого 1929 єпископ Неві, що навів у Москві довідки, писав: «Відомості про Солов'я не надто сприятливі. За професією він фармацевт, був досить близький до Тихона. Незважаючи на це ще за життя патріарха він знайшов спосіб висвятитися на єпископа у відомого Антоніна [Грановського], який помер два роки тому. Соловей не отримав ніякої богословської освіти; він вирішив виїхати з Росії і звернувся по допомогу обновленцев. Візу йому дали на прохання Євдокима. Ледь перебравшись через радянський кордон, він став писати численні листи, в яких говорив, що єдиним главою Православної Церкви був патріарх Тихон. Він писав і Голові ВЦВК Калініну. Хто це, — провокатор чи чесна людина, щиро змінив свої погляди?».
28 червня 1947 направив прохання патріарха Алексія про прийняття в юрисдикцію Московської Патріархії і призначення митрополитом всієї Південної Америки. 15 вересня 1947 направив до Московської Патріархії телеграму з нагадуванням про себе. 29 жовтня 1947 року Священний Синод Російської православної церкви на своєму засіданні, розглянувши прохання, постановив з'ясувати подробиці службової діяльності та особистого життя Миколая Солов'я.   

### У складі УАПЦ в діаспорі
А в грудні 1951 року він звернувся до предстоятеля Української православної церкви в діаспорі, митрополита Полікарпа (Сікорського) із проханням про прийняття у юрисдикцію УАПЦ. Його прохання було задоволено, і 15 січня 1952 року він був призначеним архієпископом Південно-Американським та зайнявся організацією консисторії для цієї єпархії.
Помер Миколай Соловей 7 червня 1953 року в Монтевідео. Похований  в Монтевідео  .